# Ron Collier
Ron Collier (Coleman, 3 juli 1930 - Toronto, 22 oktober 2003) was een Canadese jazz-trombonist, componist en arrangeur. In de jaren zestig werkte hij samen met bandleider Duke Ellington.
Collier studeerde in Toronto compositie bij Gordon Delamont en in New York bij George Russell en Hall Overton. In de jaren vijftig speelde hij in Toronto in dansorkesten en als freelancer bij verschillende klassieke orkesten. Ook deed hij radio en tv-werk. Hij was lid van een jazzgroep van Norman Symonds en leidde vanaf 1954 verschillende groepen, waaronder (in de jaren zestig) een bigband. Met een van die groepen speelde hij met verschillende klassieke orkesten Symonds' werk Concerto Grosso. Met Symonds was hij een van de belangrijke mannen in de kleine Third Stream-beweging in het land. In de jaren zestig componeerde hij verschillende werken, waarin het gesproken woord een rol speelde. De teksten hiervoor kwamen onder meer van Don Francks. Ook componeerde hij in die tijd voor theater, radio- en tv-shows en films.
In 1967 nam Collier met zijn orkest met Duke Ellington als pianist composities van hemzelf (Aurora Borealis en Silent Night, Lonely Night), Delamont en Symonds op, verschenen op het album "North of the Border" in Canada. Met zijn orkest speelde hij Aurora Borealis in 1968 in Detroit, opnieuw met Ellington als solist. Ook hierna werkte Collier nog met Ellington samen: voor de beroemde bigband-leider schreef hij bijvoorbeeld verschillende arrangementen (zoals de ballet-suite The River) en af en toe leidde Collier zelfs Ellingtons orkest. In 1971 speelde Collier mee bij opnames van Charles Mingus. In 1972 werd hij composer-in-residence aan Humber College, waar hij van 1974 tot 1994 les gaf in compositie en arrangement. In die periode leidde hij ook verschillende Humber-gezelschappen, onder meer tijdens het Canadian Stage Band festival. Af en toe zette hij ook weer een bigband op, waarmee hij bijvoorbeeld optrad op het jazzfestival van Ontario. Daarnaast schreef hij composities en arrangementen voor verschillende soorten jazzgroepen, waaronder een bigband-arrangement van Oscar Petersons Canadiana Suite.
In 2003 werd hij onderscheiden als officier in de Orde van Canada.

## Discografie (selectie)
- Ron Collier Tentet, CTL, 1965
- "North of the Border" in Canada, Decca, 1967
- Ron Collier Jazz Orchestra, CBC Records, 1967
- Carneval, CBC, 1970